# シャプヤネ駅
シャプヤネ駅（シャプヤネえき）はクロアチア共和国プリモリェ・ゴルスキ県マトゥリ村にある、クロアチア国鉄プリモリェ・ゴルスキ線の駅である。

## 駅構造

### ホーム
6面6線の地上駅。
| 路線                   | 方向   | 行先             | 備考 |
| ---------------------- | ------ | ---------------- | ---- |
| プリモリェ・ゴルスキ線 | 北方向 | リュブリャナ方面 | 普通 |
| プリモリェ・ゴルスキ線 | 南方向 | リイェカ方面     | 普通 |

### ダイヤ[1]
- 一日2往復が停車する。クロアチアでは普通列車、スロベニアでは国際列車(MV)として運行される。周辺は、駅間距離が10～20kmと長い。

## 隣の駅
クロアチア国鉄
プリモリェ・ゴルスキ線
普通
オパティヤ・マトゥリ駅 - シャプヤネ駅 - イリルスカ・ビストリツァ駅

## その他
首都ザグレブからクロアチア国内の鉄道のみを利用して到達できる駅の中では、最も西に位置する駅である。なお、クロアチア最西端の駅は、イストラ県のカンファナル駅である。